# Julius Wurmbach jr.
Heinrich Friedrich Julius Wurmbach (* 19. Mai 1860 in Lohe, heute zu Hilchenbach, Siegerland; † 23. Oktober 1926 in Berlin) war ein deutscher Fabrikant und Kommunalpolitiker in Frankfurt am Main.

## Leben
Sein Vater war Julius Wurmbach, königlich preußischer Kommerzienrat und Fabrikant, und seine Mutter Charlotte Meinhard (* 3. Januar 1839 in Siegen; † 1. Mai 1878 in Bockenheim).
Wurmbachs Vater war bereits von 1861 bis 1871 an der Nieverner Hütte bei Bad Ems mit großem Eigenkapital beteiligt und auch dort im Management mit tätig. 1871 verkaufte er seine Beteiligung. 1872 gründete er die Eisengießerei, Ofen- und Herdfabrik Julius Wurmbach in Bockenheim, ab 1895 eingemeindet und damit Stadtteil von Frankfurt am Main. Die Stubenöfen werden heute antiquarisch gehandelt. Die Fabrik lieferte auch schwere Pfannen und Kessel für chemische Fabriken. Später firmierte sie als Bockenheimer Eisengießerei und Maschinenfabrik GmbH, Solmsstraße 83.
Am 22. Mai 1909 heiratete er im Alter von 49 Jahren in Dahlem die 6 Jahre jüngere Witwe Wally Ernstine Clara Mögelin (* 7. Juli 1866 in Posen, Witwe des Oberleutnants a. D. Theobald Johannes Alfred Pfitzner).
Wurmbach übernahm die väterliche Firma Ofen- und Herdfabrik Julius Wurmbach in Bockenheim und war 1908 mit seinen rund 190 Mitarbeitern einer der größten Arbeitgeber.
Die Bockenheimer Sozialdemokraten bezeichneten 1906 vor der anliegenden Kommunalwahl ihren Gegenkandidaten Wurmbach als „Repräsentanten des alten Reichstums“ in Bockenheim sowie als „Mischmasch-Kandidaten“. Besonders kritisierten sie Wurmbach, dass er ungenügende Löhne zahle, keine Interessenvertretung der Arbeiter in seinem Betrieb dulde, auf einer Arbeitszeit von zehn Stunden täglich bestehe und verantwortlich für die miserablen sanitären Verhältnisse in seinem Betrieb sei.

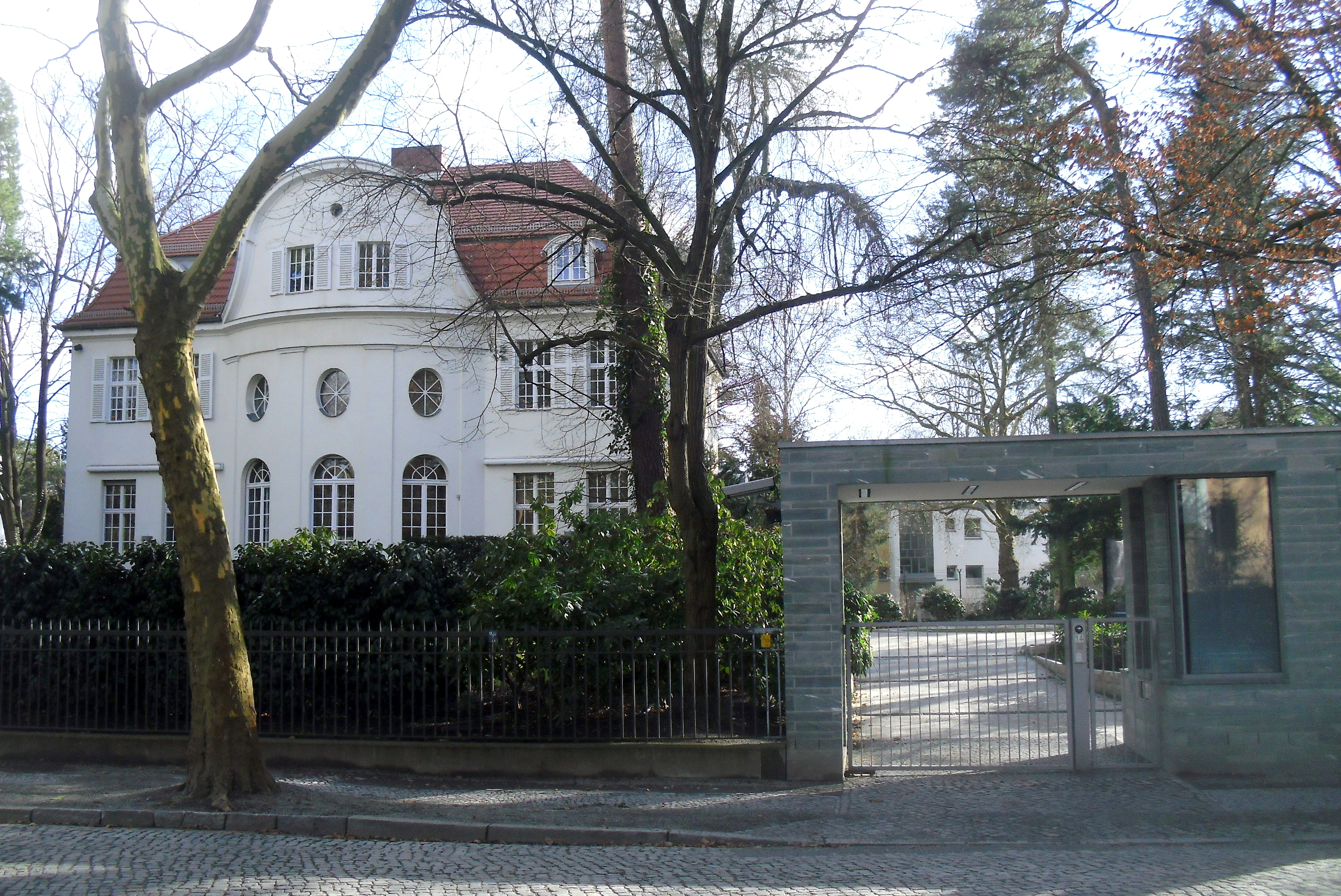
Seit 2004 Dienstwohnung und Wohnsitz des Bundespräsidenten: Die Villa Wurmbach in Berlin

In Dahlem, damals südwestlich von Berlin, hatte sich Wurmbach 1912 vom Berliner Architekten Richard Walter in der Pücklerstraße 14 (⊙) die Villa Wurmbach im Reformstil errichten lassen, inspiriert von der britischen Landhausarchitektur. Nach seinem Tod wurde der jüdische Kunstperlenproduzent Hugo Heymann ihr Besitzer. Die Villa Wurmbach war später ein Gästehaus der Bundesregierung und wurde 2004 zum Dienstwohnsitz des Bundespräsidenten.
Der Erste Weltkrieg und die deutsche Inflation 1914 bis 1923 führten bei seinem ererbten Unternehmen in Frankfurt-Bockenheim und damit auch bei ihm zu großen wirtschaftlichen Verlusten. In wirtschaftlicher Not erschoss Wurmbach am 23. Oktober 1926 in seiner Villa zunächst seine Frau Wally und deren Bruder Oskar Mögelin und beging danach Suizid.